# Apus niansae
Apus niansae là một loài chim trong họ Apodidae.